# Daniel George Edward Hall
Daniel George Edward Hall (ur. 17 listopada 1891, zm. 12 października 1979 w Hitchin) – brytyjski historyk, jeden z pionierów historiografii Azji Południowo-Wschodniej.

## Wczesne lata życia i edukacja
D.G.E. Hall był synem farmera z Hertfordshire. Edukację odebrał w szkole Hitchin Grammar School. Jako nastolatek dał się poznać jako utalentowany muzyk – śpiewał basem. Jednak względy finansowe oraz niechęć rodziny i przyjaciół spowodowały, iż porzucił plany profesjonalnej kariery artystycznej i podjął studia w dziedzinie historii najnowszej w King’s College na Uniwersytecie Londyńskim. W roku 1916 uzyskał licencjat z najwyższymi notami i nagrodą. Po udanej obronie pracy magisterskiej w czerwcu 1917 roku, wstąpił do armii (Inns of Court Regiment), w której służył do końca wojny. Po wojnie przez ponad rok pracował jako nauczyciel w szkołach średnich w Worcester i Hampshire. W roku 1920 otrzymał propozycję pracy w nowo utworzonym Uniwersytecie w Rangunie.

## Kariera naukowa
Hall przybył do Rangunu w maju 1921 roku. Na miejscu przekonał się, że Uniwersytet niemal w ogóle nie jest przygotowany do prowadzenia kursów historii, a ich program uwzględnia niemal wyłącznie dzieje Wielkiej Brytanii oraz Europy i, w mniejszym stopniu, Indii. Swoją pracę akademicką rozpoczął więc Hall od pisania skryptów dla studentów i prac nad przystosowaniem programów nauczania do miejscowych potrzeb. W ciągu kilku lat programy te zostały rozszerzone o historię pozostałych części świata, w tym Azji i Birmy.
W badaniach naukowych skoncentrował się Hall początkowo na stosunkach brytyjsko-birmańskich. Owocem tych badań była opublikowana w roku 1928 praca Early English intercourse with Burma, 1587-1743 oraz artykuły w czasopismach naukowych. Po opublikowaniu w roku 1932 opracowania korespondencji między hrabią Dalhousie a historykiem Arthurem Phayre uzyskał stopień doktora nadany przez Uniwersytet Londyński. W roku 1934 Hall opuścił Birmę ze względów osobistych – jego żona i wszystkich pięcioro dzieci zachorowało w roku 1931 na jaglicę, a leczenie możliwe było tylko w Anglii.
Po powrocie do kraju Hall przyjął posadę dyrektora szkoły Caterham School w Caterham. Funkcję tę pełnił do roku 1949 przyczyniając się znacznie do rozwoju szkoły. Nie przeszkodziło mu to w kontynuowaniu pracy naukowej: jego zamiarem było rozszerzenie tematyki badań na całokształt stosunków Europy z Azją Południowo-Wschodnią poczynając od podróży Portugalczyków na początku XVI wieku. Owocem tych badań były dwie publikacje: Europe and Burma oraz będąca zwięzłą historią Birmy Burma.
W roku 1949 Uniwersytet Londyński powołał Halla na kierownika nowo utworzonej Katedry Historii Azji-Południowowschodniej przy Szkole Studiów nad Orientem i Afryką (ang. School of Oriental and African Studies, SOAS). Do jego obowiązków należało nie tylko zorganizowanie badań i wydziałów historycznych, ale także lingwistycznych, archeologicznych i antropologicznych. W ciągu kilku następnych lat Hall poświęcał się głównie pracy organizatorskiej, czego efektem było stworzenie pierwszego w Wielkiej Brytanii pełnego uniwersyteckiego kursu historii Azji Południowo-Wschodniej. Posiadając takie zaplecze naukowe mógł Hall zacząć realizować pomysł spisania całościowej historii tej części świata. Od roku 1950 zaczął więc stopniowo zbierać materiały, a w latach 1952 i 1953 odbył podróże do Indonezji, Malezji, Tajlandii i Birmy. Wydane w 1955 roku dzieło A History of South-East Asia było pierwszą całościową historią regionu Azji Południowo-Wschodniej, jaką opublikowano w jakimkolwiek języku.
Po osiągnięciu we wrześniu 1979 roku ustawowego wieku emerytalnego Hall musiał zwolnić stanowisko zajmowane na Uniwersytecie Londyńskim. Zacieśnił wówczas nawiązane w roku 1952 kontakty z Uniwersytetem Cornella, będącym wówczas najbardziej znanym centrum badań nad Azją Południowo-Wschodnią w USA. D.G.E. pełnił tam przez kolejnych 14 lat funkcję profesora wizytującego.
W ostatnich latach życia Hall utracił wzrok, co znacznie ograniczyło jego aktywność naukową.

## Publikacje książkowe
- A brief survey of English constitutional history (1925)
- Early English intercourse with Burma, 1587-1743 (1928)
- The Dalhousie-Phayre correspondence, 1852-1856 (1932)
- A High School British History, 1714-1930, for Burma, India and the East (1935)
- Europe and Burma (1945)
- Burma (1950)
- A History of South-East Asia (1955)
- Michael Symes, Journal of his second embassy to the court of Ava in 1802 (1955)
- Henry Burney. A Political Biography (1974)